# إرول تاكر
إرول تاكر (بالإنجليزية: Erroll Tucker)‏ هو لاعب كرة قدم أمريكية أمريكي، ولد في 6 يوليو 1964.

## وصلات خارجية
- إرول تاكر على موقع مرجع كرة القدم المحترفة.كوم (الإنجليزية)